# Andreas Arzruni

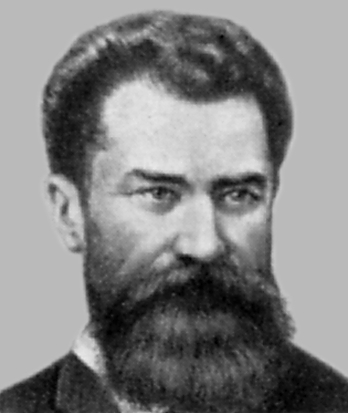
Porträt von Andreas Arzruni

Andreas Arzruni (russisch Андрей Еремеевич Арцруни; armenisch Անդրեաս Երեմիայի Արծրունի; * 27. November 1847 in Tiflis; † 22. September 1898 in Hohenhonnef, Honnef) war ein Mineraloge.
Er war Hospitant an der Universität St. Petersburg. Wegen ausgebrochener Unruhen wechselte er Ende der 1860er Jahre zur Universität Heidelberg. 1875 wurde er Assistent am Mineralogischen Museum in Straßburg. 1877 habilitiert er sich an der Humboldt-Universität Berlin und wurde zunächst Privatdozent und von 1880 bis 1883 Kustos des angegliederten Mineralogischen Museums. 1883 wurde er außerordentlicher Professor an der Universität Breslau. Im Jahr 1884 folgte er einem Ruf als ordentlicher Professor für Mineralogie und Geognosie an der Technischen Hochschule in Aachen, wo er zugleich zum Leiter der petrographischen Sammlung und des wissenschaftlichen Museums ernannt wurde.
1884/85 ernannte ihn der Akademische Verein der Chemiker, Berg- und Hüttenleute, das spätere Corps Montania Aachen, zum Ehrenmitglied. 1895 wurde er zum auswärtigen korrespondierenden Mitglied der Russischen Akademie der Wissenschaften gewählt.
Bis 1896 unternahm er Forschungsreisen im Bereich Vulkanismus durch Italien, Armenien, dem Ural sowie zu Goldlagerstätten in Südamerika.

## Veröffentlichungen
- Über den Einfluss der Temperatur auf die Brechungsexponenten der natürlichen Sulfate; Leipzig, 1877
- Physikalische Chemie der Kristalle, Braunschweig 1893
- Beziehungen zwischen physikalischen Eigenschaften und chemischer Zusammensetzung der Korper. Band 3. Vieweg und Sohn, Braunschweig 1898 (Online).

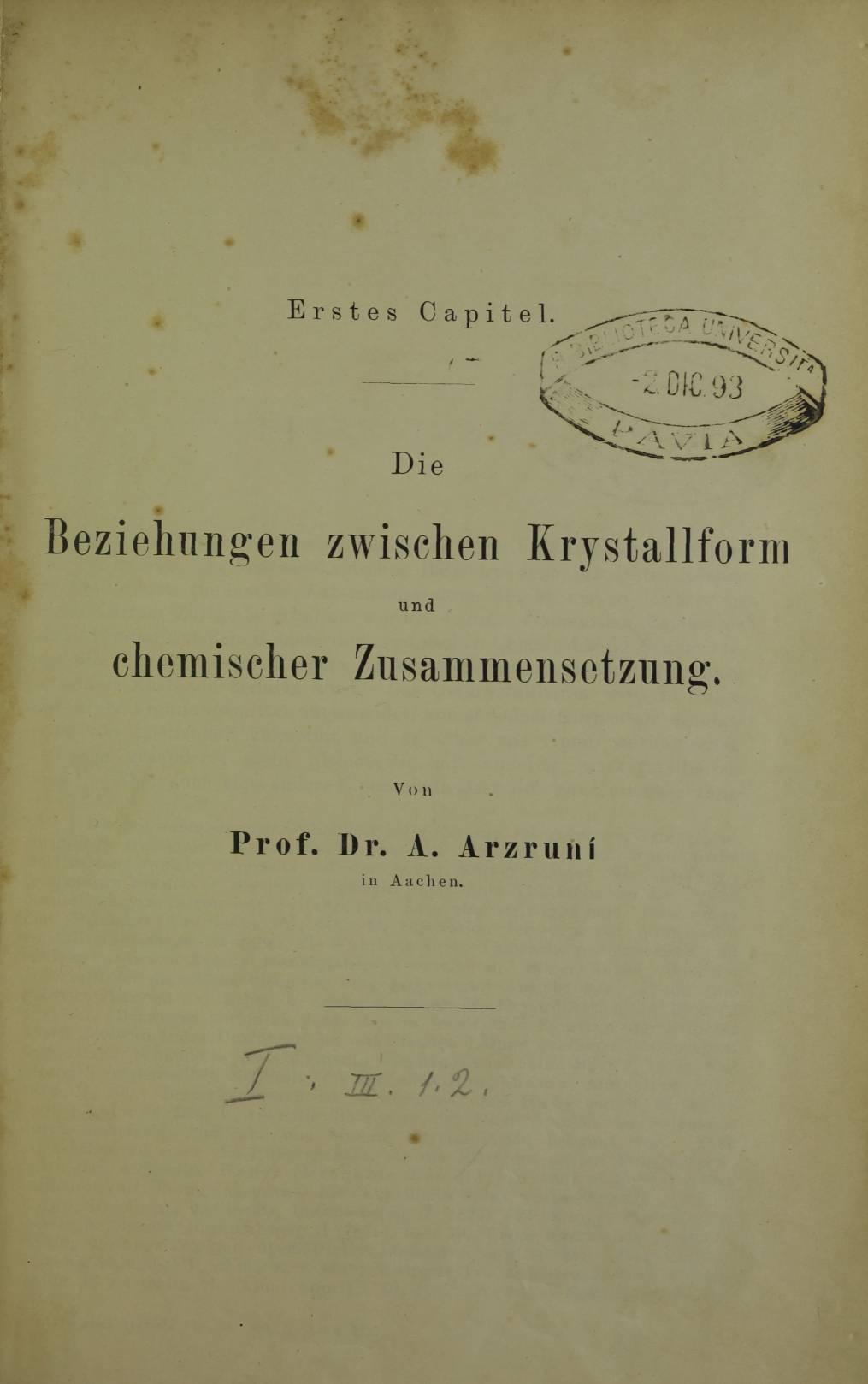
Beziehungen zwischen physikalischen Eigenschaften und chemischer Zusammensetzung der Korper, 1898